# Карнафулі
Карнафулі (бенгальська: কর্ণফুলি Kôrnophuli, що означає «Ріка Західна» [у мізо] і «Велика річка» [у чакма ]) — найбільша і найважливіша річка округу Читтагонг і Читтагонгських гір. Це міжнародна річка, яка протікає в Індії і Бангладеш. У місті є річка, що проливає в південно-східній частині Бангладеш. Після Падмар це найшвидша річка в Бангладеш. Її вода забезпечує потреби всієї південно-західної частини провінції Мізорам, Індія. У 1960 році на ній було побудовано гідроелектростанцію. На річці знаходиться найбільший морський порт Бангладеш — порт Читтагонг.

## Етимологія
У історії Читтагонгу багато районів мають арабські імена, оскільки в ньому багато часу мешкали арабські купці і торговці. Назва річки, як вважається, походить від Корнфул. У арабській мові це означає гвоздика (пряність). Арабські торговці брали гвоздику з гірського регіону Читтагонг і експортували її в різні місця. Після цього випадку ця річка стала відомою як Каранфоле. Але в устах жителів Чіттагонгу ця назва змінилася і стала називатися Карнафулі.

## Характеристика
Річка Карнафулі бере початок із села Шайта округа Маміт, провінції Мізорам, Індія, і протікає через гори Чіттагонг і регіон Читтагонг з північного сходу на південний захід. Річка впадає в Бенгальську затоку південніше портового міста Читтагонг, Бангладеш. У гирлі цієї річки розташований головний морський порт Бангладеш — морський порт Читтагонг. Довжина цієї річки 320 км.
По річці проходить частина кордону між Індією та Бангладеш, довжиною 6 км: Індія знаходиться на правому березі річки, а Бангладеш — на лівому березі. Річка тече в тропічному мусонному кліматі, по кліматичній зоні з сезонами вологості та малою амплітудою середньої температури. Більшість місяців року відзначається значною кількістю опадів, сухий період припадає на зиму та має коротку тривалість, під час нього річка міліє. Тривалі дощі змушують річку розливатися та переносити велику кількість мулу, створюючи острови в дельтовому районі.

Серед основних приток річки є Каурпуй, Туйчанг, Файруанг, Халда (Буальхалі), Касалонг і Сахні. В зоні гирла існують штучні та природні рукави. Потоки у каналах контролюють для зменшення затоплення земельних ділянок міста, так у каналі Ісахалі вони контролюються за допомогою шлюзів.

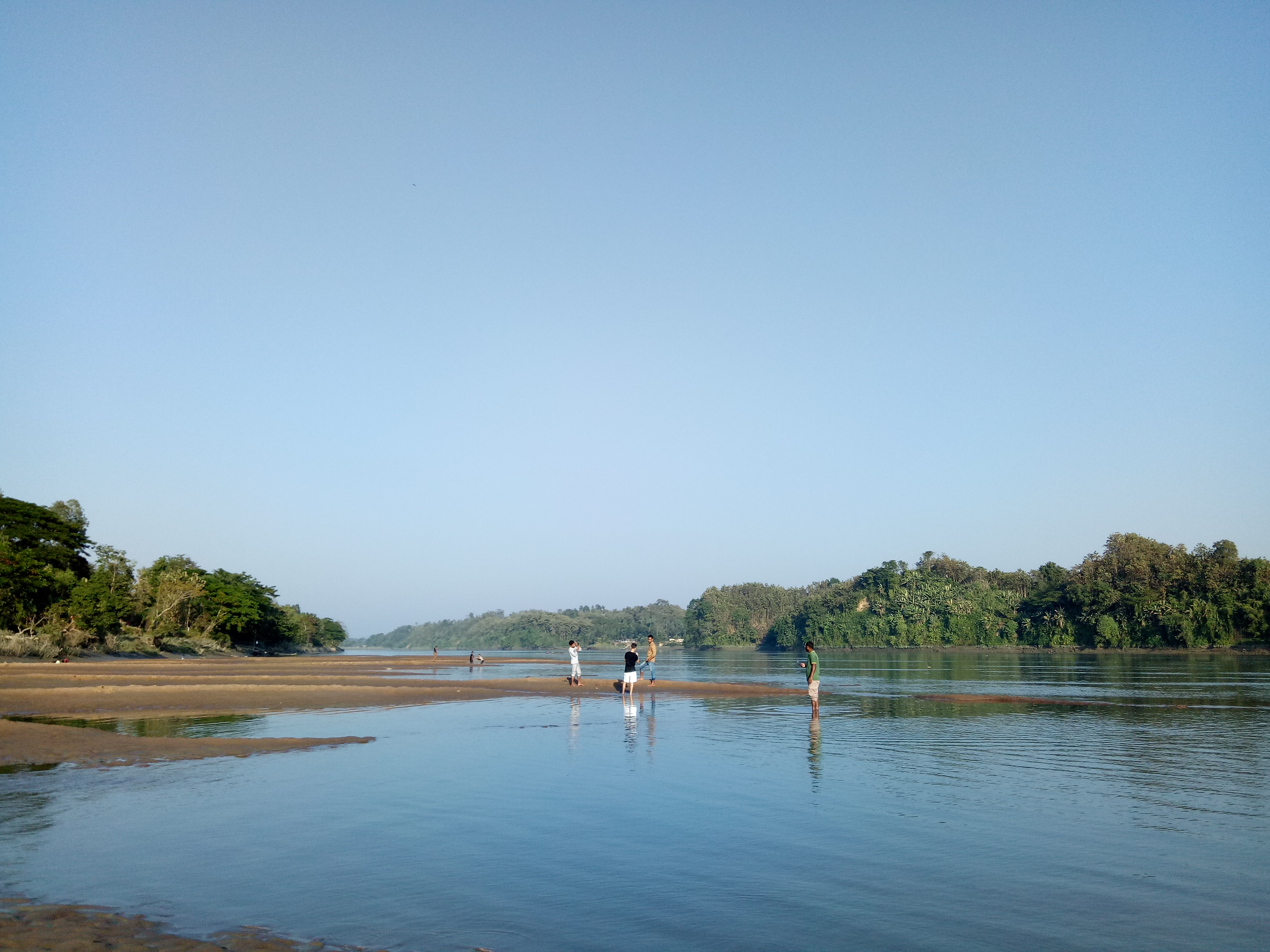
Мілина на річці взимку

Карнафулі зробила дуже значну зміну свого напрямку в нижній течії. Зміни відбуваються вже більше століття. Раніше річка мала західний і південно-західний напрямок течії від Калургата, але поступово вона відступила ліворуч, утворюючи величезні алювіальні землі вздовж правого берега.
Найбільший остров Баклія Чар має розмір 42,5 га, розташовано між мостами Шах Аманат та Калургатським залізничним мостом. В районі гирла правої притоки Халда (Буальхалі) в Карнафулі є великий острів, який відомий як Халда Чар. У 1877 ріці було побудовано канал Карнафулі, який створив острів Дангар Чар. Після будівництва Калургатського залізничного мосту в 1930 році основна течія річки розділилась на два потоки та з часом утворився величезний острів, відомий як Баклія Чар.
Річка є домом для зникаючих видів дельфіна південноазійского річкового. Рибу іліш раніше часто зустрічали в річці, але зараз вона майже зникла з річки через забруднення.

## Міста річки

### Читтагонг

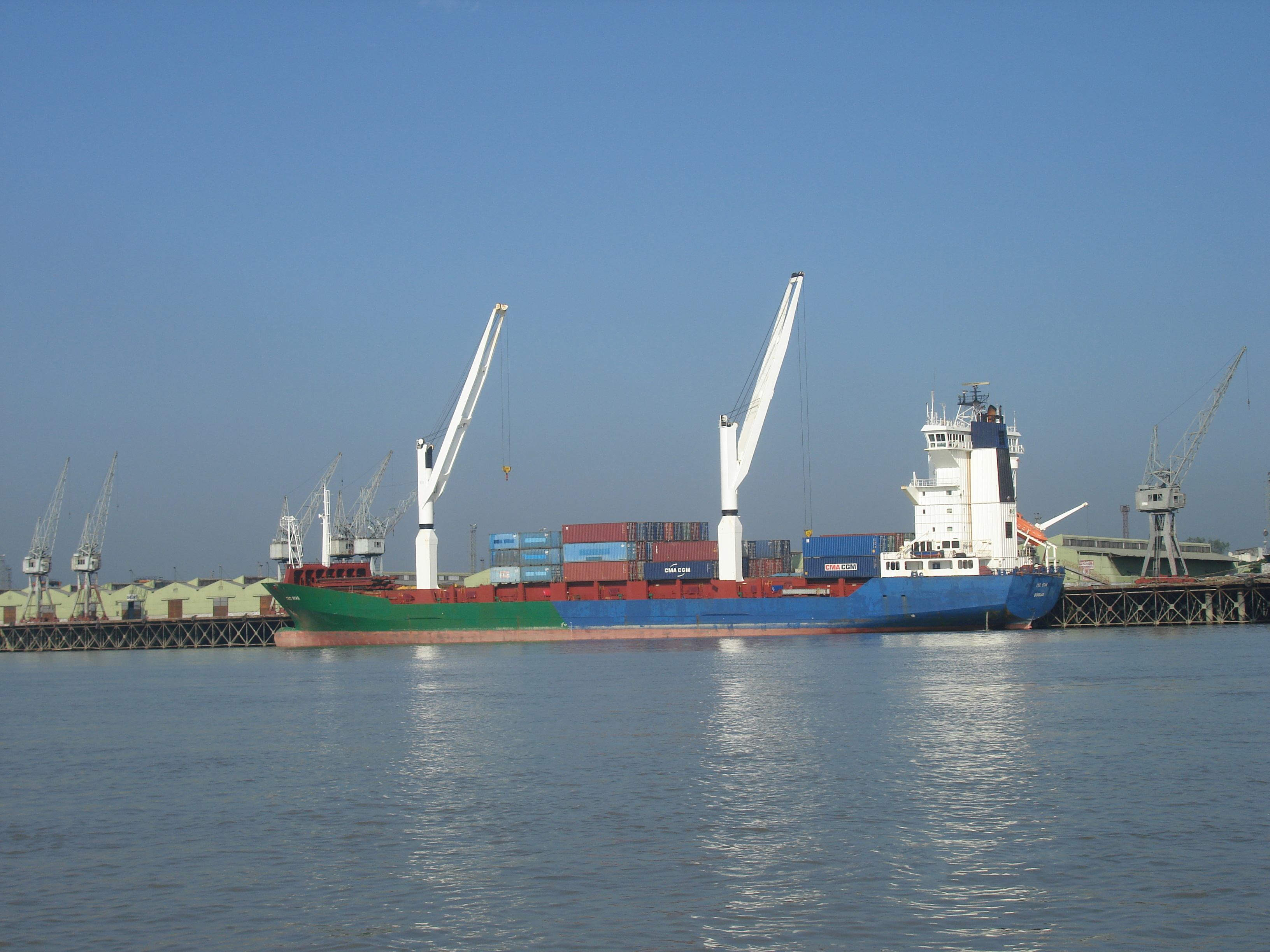
Порт Читтагонг на березі річки

Читтагонг є значним прибережним портовим містом і економічним центром південно-східного Бангладеш. Читтагонг, друге за величиною місто Бангладеш, має населення близько більше 9 млн. По річці проходить південно-східна та південна межа міста. Адміністрація порту Читтагонг створила водоочисну станцію для використання води річки Карнафулі для задоволення потреб порту у воді. Річка впадає в Бенгальську затоку в районі Патенга в місті Чіттагонг.

### Талбунг
Місто Талбунг, районі Мізораму, Індія, розташовано на лівому березі Карнафулі. Карнафулі з'єднує регіон Мізорам з морським портом Чіттагонг у Бенгальській затоці. Британські солдати та місіонери в колоніальний період використовували річку, щоб дістатися до Мізораму, до його головного міста Лунглей. Раніше потрібно було 5 днів, щоб дістатися на моторному човні від Чіттагонга до Талбунга, відстань близько 90 км, а потім ще 25 км до Лунглей.

## Дамба Каптай
Гребля Каптай була побудована в 1964 році біля міста Каптай, район Рангаматі, шляхом перегородження річки Карнапхулі. Було створено найбільше водосховище країни - озеро Каптай, розташовано у долині річки Карнафулі.  Вода, що зберігається у водосховищі, використовується для виробництва електроенергії на ГЕС Карнафулі та для сільськогосподарських потреб.

## Транспорт

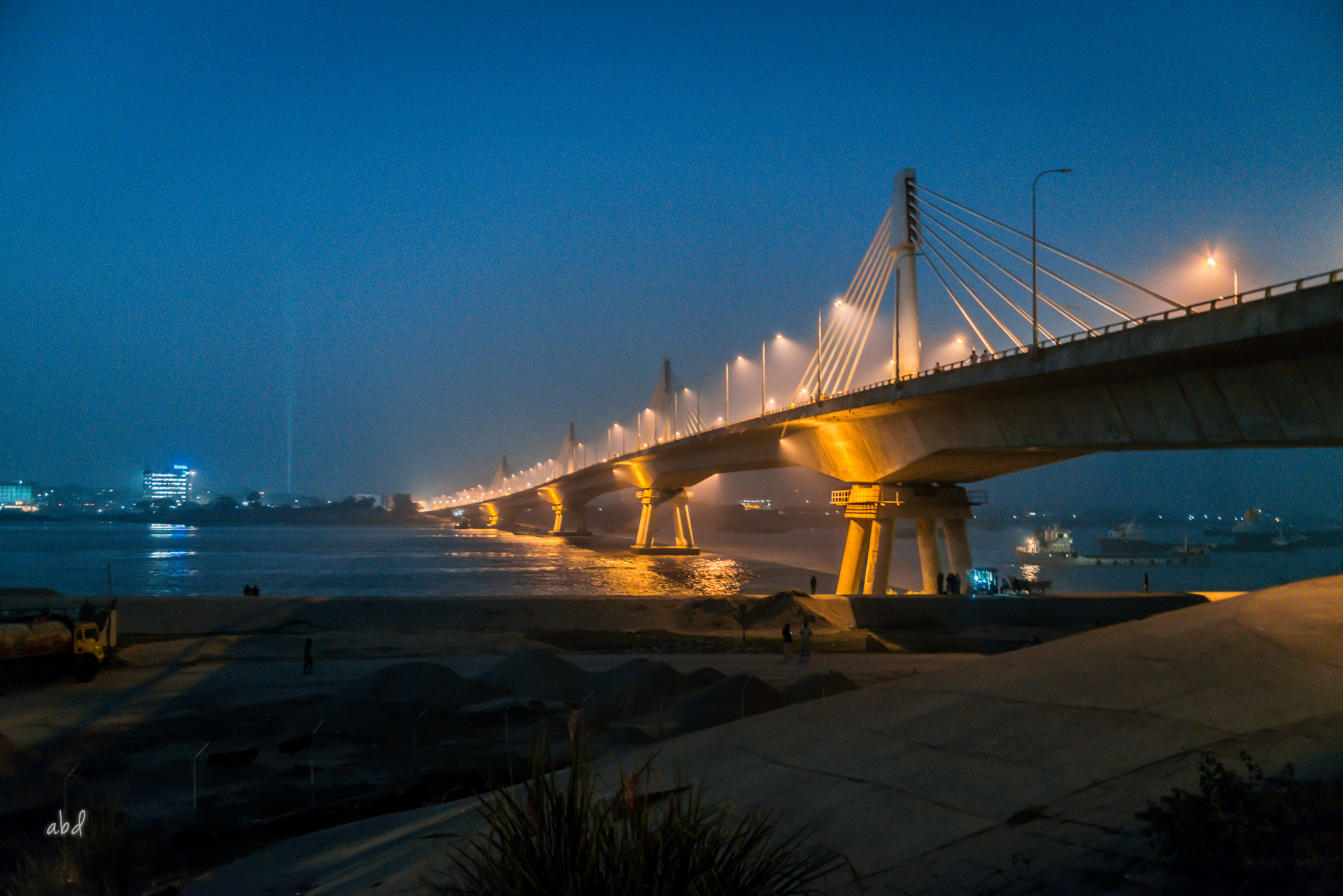
Міст Шах Аманат

У 1930 році, під час британського правління у місті Читтагонг був побудований залізничний міст під назвою Калургат. Він з'єднує великий район Читтагонгу, розділений річкою Карнафулі на північні та південну частини. Цей міст був єдиною сполучною ланкою в південній частині Читтагонга до урочистого відкриття мосту Шах Аманат.
Міст Шах Аманат Сету — третій міст, побудований на річці Карнапхулі. Будівництво мосту розпочалося 8 серпня 2006 року та було завершено у 2011 році. Довжина Шах Аманат Сету становить 950 метрів, ширина 24,40 метра. Відкриття мосту не тільки допомогло розвитку промисловості в промисловій зоні на південному березі річки Карнапхулі, але й відкрило нові горизонти в туристичних містах Бандарбан і Кокс-Базар.
У жовтні 2023 року під річкою Карнапхулі був побудований двосмуговий тунель Карнапхулі, перший підводний тунель у Бангладеш. Через цей тунель з'єднується шосе Дакка-Чіттагонг-Кокс-Базар.

## Забруднення
Як і багато річок у Бангладеш, Карнапхулі сильно забруднена промисловими та сільськогосподарськими стоками. Це призводить до зменшення доступного кисню та втрати водного життя в річці. У 2015 році нафтовий поїзд потерпів аварію біля притоки річки, відбулось витік нафти, що спричинило погіршення навколишнього середовища.